# Pratt & Whitney R-985 Wasp Junior
Pratt & Whitney R-985 Wasp Junior er en serie ni-cylindrede, luftkølede stjernemotorer, beregnet til fly, og bygget af Pratt & Whitney Aircraft Company fra starten af 1929 til 1953. Disse motorer har en slagvolumen på 985 in3 (16 liter); de første versioner leverede 300 hk (220 kW), de mest producerede typer nåede op på 450 hk (340 kW).
Wasp Juniors har drevet et stort antal af mindre civile og militære fly, inklusive små transport- og passagerfly, trænere, sprøjte- og gødningsfly og helikoptere. Over 39.000 af disse motorer blev produceret, og der er stadig mange i drift.

## Design og udvikling
Pratt & Whitney udviklede Wasp Junior som en mindre version af R-1340 Wasp for at konkurrere i markedet for flymotorer i mellemstørrelse. Lige som sin større slægtning var Wasp Junior en luftkølet, nicylindret stjernemotor, med effekten forstærket af en geardrevet enkelttrins centrifugalkompressor. Dens cylindre var mindre, med en kvadratisk boring/slaglængde på 5 3⁄16 in (132 mm), og havde dermed 27% mindre slagvolumen end Wasp. Wasp Junior havde mange dele til fælles med Wasp og havde endda de samme monteringsmål, hvilket tillod et frit skift mellem en mindre eller større motor i det samme fly. Første gang Wasp Junior startede var i 1929, og den blev frigivet til salg i 1930. Den første version, Wasp Junior A, leverede 300 hk (224 kW).
De Forenede Staters militær designerede Wasp Junior som R-985, med forskellige følgekoder for at navngive forskellige militære motortyper. Pratt & Whitney brugte aldrig R-985 navnet til de civile Wasp Junior, og foretrak at identificere dem med navn og model, f.eks. "Wasp Junior A".
Pratt & Whitney fulgte op på Wasp Junior A med kraftigere modeller i "A serien". Disse havde højere kompression, højere omdrejningstal og en mere effektiv kompressor, og de førte videre til "B serien". Den første B-serie model var Wasp Junior TB, som kunne levere 420 hk (313 kW) kontinuerligt ved havoverfladen, og kortvarigt levere 440 hp (328 kW) ved takeoff. TB var trimmet til at give sin højeste ydelse ved havoverflade; den fik hurtigt selskab af Wasp Junior SB, som var trimmet til at yde bedst ved større højde, og kunne kontinuerligt levere 400 hk (298 kW) ved højder op til 5.000 ft (1.500 m), og 450 hk (336 kW) ved takeoff. En endnu senere model, Wasp Junior T1B2, havde forbedret ydelse i lav højde og var i stand til kontinuerligt at levere 450 hk (336 kW) op til 1.500 ft (460 m) og stadigvæk være i stand til at matche SB's effekt ved større højder. SB og T1B2, og senere versioner af disse med lignende ydelser, var de mest populære Wasp Junior modeller. En senere videreudvikling af T1B2, Wasp Junior B4, blev specielt udviklet til vertikal montage i helikoptere.
Midt i 1930'erne udviklede Pratt & Whitney end endnu mere fremskreden forbedring af Wasp Junior, "C serien", med en endnu højere kompression og højere omdrejningstal. Den eneste model der blev produceret i denne serie, Wasp Junior SC-G, kunne kontinuerligt levere 525 hk (391 kW) i en højde af 9.500 ft (2.900 m) og levere 600 hk (447 kW) under takeoff. Modellen havde et indbygget reduktionsgear for at den hurtigtgående motor kunne trække propellen med en passende hastighed, derfor betegnelsen "-G". Aviator Jacqueline Cochran fløj en speciel D-17W Beechcraft Staggerwing med denne motor i 1937, satte både fart- og højderekord og blev nr. tre i Bendix' transkontinentale væddeløb. På trods af dette kom SC-G aldrig ud over eksperimentel anvendelse.

## Operationel historie
Tidlige varianter af Wasp Junior blev benyttet i forskellige små civile og militære fly til generel anvendelse, men kun i begrænset omfang. Typen blev mere populær senere i 1930'erne. Den blev valgt til det tomotors rutefly Lockheed Model 10A Electra, såvels om til andre civile tomotors transportfly som f.eks. Lockheed Model 12A Electra Junior, Beechcraft Model 18, og Grumman Goose amfibieflyet. Den blev også anvendt i enmotors fly som Beechcraft Staggerwing, Howard DGA-15, og Spartan Executive.
Da 2.verdenskrig brød ud, valgte USAs militær Wasp Junior som motor til skole- og træningsflyene Vultee BT-13 Valiant og North American BT-14 og til observationsflyet Vought OS2U Kingfisher. Militære versioner af eksisterende civile fly med Wasp Junior-motor blev også bygget, for eksempel militære varianter af Beech 18, Beech Staggerwing, Grumman Goose, og Howard DGA-15. Wasp Junior sad også i nogle versioner af de britiske Avro Anson og Airspeed Oxford tomotors fly. Krigens krav medførte at mange tusinde Wasp Junior blev produceret.
Indtil slutningen af krigen var den nærmeste konkurrent til Wasp Junior Wright Aeronauticals R-975 Whirlwind. Ikke desto mindre blev der brugt langt flere Wasp Junior i flere flytyper end R-975, og Wright indstillede produktionen af R-975 i 1945.
Efter krigen blev mange militære overskudsfly med Wasp Junior motorer solgt på det civile marked. Nye designs basedret på Wasp Junior kom også til, som for eksempel Sikorsky H-5 helikopteren, bushflyene de Havilland Beaver, og Max Holste Broussard, og landbrugsfly som Snow S-2B and S-2C, Grumman Ag Cat og Weatherley 201.
Pratt & Whitney indstillede produktionen af Wasp Junior i 1953, efter at have fremstillet 39.037 motorer. Der er stadigt mange Wasp Junior motorer i brug, særligt i ældre bushfly og landbrugsfly, såvel som i historiske fly. Nogle antikke fly, som for eksempel Boeing-Stearman Model 75, der oprindeligt brugte andre motortyper, fik dem udskiftet med Wasp Junior for at få større ydelse eller for lettere vedligeholdelse, eftersom reservedele til Wasp Junior var let tilgængelige.

## Varianter
Wasp Junior A
U.S. militær version: R-985-1
300 hk (224 kW) @ 2.000 omdrejninger pr. minut ved havoverfladen og ved takeoff. Første produktionsversion.
Wasp Junior TB, TB2
U.S. militære versioner: R-985-9, -11, -11A, -21, -46
420 hk (313 kW) @ 2.200 omdrejninger pr. minut ved havoverfladen, 440 hk (328 kW) @ 2.300 omdr. ved takeoff. De tidlige B-serie versioner var tilpasset brug i lav højde.
Wasp Junior SB, SB2, SB3
U.S. militære versioner: R-985-13, -17, -23, -33, -48, -50; R-985-AN-2, -4, -6, -6B, -8, -10, -12, -12B, -14B
400 hk (298 kW) @ 2.200 omdr. op til 5.000 ft (1.500 m), 450 hk (336 kW) @ 2.300 omdr. ved takeoff. De fleste B-serie versioner var tilpasset til lidt større flyvehøjde.
Wasp Junior T1B2, T1B3
U.S. militære versioner: R-985-25, -27, -39, -39A; R-985-AN-1, -1A, -3, -3A
450 hk (336 kW) @ 2.300 omdr. op til 1.500 ft (460 m) og ved takeoff.
Wasp Junior B4
U.S. militære versioner: R-985-AN-5, -7.
450 hk (336 kW) @ 2.300 omdr. op til 2.300 ft (700 m) og ved takeoff Vertikalt monteret udgave af T1B3, beregnet på helikoptere.
Wasp Junior SC-G
525 hk (391 kW) @ 2.700 omdr. op til 9.500 ft (2.900 m), 600 hk (447 kW) @ 2.850 omdr. ved takeoff Eksperimentel højeffektsversion med reduktionsgear til propellen.

## Anvendelse
- Airspeed Oxford (AS.46 Oxford V)
- Air Tractor AT-300
- Avro Anson (Mk V)
- Barkley-Grow T8P-1
- Beechcraft Model 18 og militære varianter
- Beechcraft Staggerwing D17S, D17W, G17S
- Bell XV-3
- Bellanca 300-W
- Berliner-Joyce OJ
- Boeing-Stearman Model 75 (senere modifikationer)
- Bratukhin G-3
- CAC Winjeel
- de Havilland Canada DHC-2 Beaver og L-20/U-6 militære versioner af denne
- Douglas C-26 Dolphin
- Fleetwings BT-12
- Gee Bee Model Z
- Grumman G-164 Ag Cat (nogle modeller)
- Grumman G-21 Goose
- Howard DGA-11
- Howard DGA-15P
- Junkers F13 (Rimowa F13 replica)
- Koolhoven F.K.51 (nogle modeller)
- Lockheed Model 10-A Electra
- Lockheed Model 12-A Electra Junior
- Max Holste MH.1521 Broussard
- McDonnell XHJH Whirlaway
- Naval Aircraft Factory N3N (senere modifikationer)
- North American BT-14
- PWS-24bis
- Seversky BT-8
- Sikorsky H-5 og den civile S-51 helikopter
- Sikorsky S-39
- Snow S-2B og S-2C
- Spartan Executive 7W
- Stinson Reliant SR-9F and SR-10F
- Vought OS2U Kingfisher
- Vultee BT-13 Valiant
- Waco S3HD
- Waco SRE Aristocrat
- Weatherly 201 serien
- Weatherly 620

## Udstillede motorer
En delvis liste over museer der udstiller Wasp Junior:
 Australien
- Queensland Air Museum in Caloundra, Queensland.[13]

 Canada
- Canada Aviation and Space Museum i Ottawa, Ontario[14]

 Storbritannien
- Royal Air Force Museum Cosford, nær Wolverhampton, United Kingdom[15][16]

 Sydafrika
- South African Air Force Museum, A.F.B. Ysterplaat, Cape Town (Wasp Junior B4).

 United States
- National Air and Space Museums Steven F. Udvar-Hazy Center nær Washington Dulles International Airport i Virginia: Denne motor er blevet gennemskåret og forsynet med motordrev for at lave en instruktiv og bevægelig udstilling.[17]

- EAA AirVenture Museum i Oshkosh, Wisconsin[18]

- Hill Aerospace Museum nær Ogden, Utah.[19][20]

- Museum of Flight i Seattle, Washington[14]

- National Museum of Naval Aviation nær Pensacola, Florida[21]

- National Museum of the United States Air Force nær Dayton, Ohio[22][23]

- New England Air Museum i Windsor Locks, Connecticut[24]

- Pima Air & Space Museum i Tucson, Arizona[25][26]

- Southern Museum of Flight i Birmingham, Alabama.[27]

- Strategic Air and Space Museum (tidligere Strategic Air Command Museum) nær Ashland, Nebraska[14]

## Specifikationer (R-985 Wasp Junior SB)
| Type:            | 9-cylindret trykladet og luftkølet | stjernemotor                                                               |
| Boring:          | 5 3⁄16 in                          | 132 mm                                                                     |
| Slaglængde:      | 5 3⁄16 in                          | 132 mm                                                                     |
| Slagvolumen:     | 985 in3                            | 16,14 liter                                                                |
| Længde:          | 41,59 in                           | 1056,39 mm                                                                 |
| Diameter:        | 45,75 in                           | 1162,05 mm                                                                 |
| Vægt:            | 640 lb                             | 290 kg                                                                     |
| Ventiler:        | To topventiler pr. cyl.            | stødstangsaktiverede                                                       |
| Kompressor:      | General Electric 1-hastigheds      | geardrevet centrifugaltype, impelleren drevet med 10x krumtap omdrejninger |
| Brændstof:       | 80/87 oktan                        | blyholdig avgas                                                            |
| Effekt:          | 400 hk (US hp)                     | 298 kW @ 2.200 omdr. op til 5.000 ft (1.500 m)                             |
| Takeoff effekt:  | 450 hk                             | 336 kW @ 2.300 omdr.                                                       |
| Specifik effekt: | 0.406 hk/in³                       | 18.5 kW/l                                                                  |
| Kompression:     | 6.0:1                              |                                                                            |
| Effekt/vægt:     | 0,625 hk/lb                        | 1,03 kW/kg                                                                 |
| Reduktionsgear:  | Direkte drev                       |                                                                            |

| Motor         | Kontinuerlig effekt             | Kritisk højde      | Takeoff effekt                  | Kompression | Kompressor gearing | Nominelt oktantal | Tør vægt        |
| ------------- | ------------------------------- | ------------------ | ------------------------------- | ----------- | ------------------ | ----------------- | --------------- |
| Wasp Jr. A    | 300 hk (224 kW) ved 2.000 omdr. | Havoverfladen      | samme                           | 5.0:1       | 7:1                | 68                | 565 lb (256 kg) |
| Wasp Jr. TB   | 420 hk (313 kW) ved 2.200 omdr. | Havoverfladen      | 440 hk (328 kW) ved 2,300 omdr. | 6.0:1       | 8:1                | 80                | 640 lb (290 kg) |
| Wasp Jr. SB   | 400 hk (298 kW) ved 2,200 omdr. | 5.000 ft (1.500 m) | 450 hk (336 kW) ved 2.300 omdr. | 6.0:1       | 10:1               | 80/87             | 640 lb (290 kg) |
| Wasp Jr. T1B2 | 450 hk (336 kW) ved 2.300 omdr. | 1.500 ft (460 m)   | samme                           | 6.0:1       | 10:1               | 80/87             | 653 lb (296 kg) |
| Wasp Jr. B4   | 450 hk (336 kW) ved 2.300 omdr. | 2.300 ft (700 m)   | samme                           | 6.0:1       | 10:1               | 80/87             | 684 lb (310 kg) |
| Wasp Jr. SC-G | 525 hk (391 kW) ved 2.700 omdr. | 9.500 ft (2.900 m) | 600 hk (447 kW) ved 2.850 omdr. | 6.7:1       | 10:1               | 100               | 864 lb (392 kg) |

1. ↑  Dette er den største højde hvor motoren kan aflevere sin maksimale kontinuerlige effekt. Over denne højde vil motorens effekt falde med stigende højde.